# Cullen Bailey
Cullen Benjamin Bailey est un joueur de cricket professionnel australien né le 26 février 1985 à Adélaïde en Australie-Méridionale. Ce leg spinner débute avec l'équipe d'Australie-Méridionale en first-class cricket lors de la saison 2004-2005. Il est l'un des vingt-cinq joueurs sous contrat avec la fédération australienne, Cricket Australia, lors de la saison 2007-2008, mais ne compte aucune sélection. Il perd son contrat l'année suivante.

## Biographie
Cullen Bailey naît le 26 février 1985 dans une banlieue d'Adélaïde. Il débute en first-class cricket avec l'Australie-Méridionale contre la Tasmanie à l'Adelaide Oval en mars 2005, à l'âge de vingt ans. Il réalise une performance au lancer de 2/82 (il élimine deux joueurs et concède 82 runs). Il dispute six matchs de Pura Cup la saison qui suit, prenant 18 wickets à la moyenne de 47,55. En juillet 2006, il fait partie de l'équipe d'Australie A qui participe à un tournoi contre d'autres réserves internationales. Il dispute un match.
En 2006-2007, il dispute huit rencontres de Pura Cup pour 26 wickets pris à la moyenne de 41,15. Il est alors le principal choix de l'Australie-Méridionale au poste de spin bowler, devançant son coéquipier Dan Cullen. Alors qu'il n'a joué que dix-sept matchs de first-class cricket durant sa carrière et ne compte aucune sélection avec l'équipe d'Australie, il reçoit en mai 2007 un contrat d'un an avec Cricket Australia. Il fait ainsi partie d'un groupe de vingt-cinq joueurs internationaux ou potentiellement internationaux sur lesquels compte la fédération australienne l'année qui suit. La retraite internationale de Shane Warne pousse en effet Cricket Australia à prospecter du côté des jeunes leg spinners et Bailey est choisi pour son potentiel en même temps que Cullen.
Durant la saison de Pura Cup 2007-2008, il ne dispute que deux rencontres au cours desquels il ne prend qu'un seul wicket. À la suite du premier match de la saison contre Victoria, dans lequel sa performance au lancer est de 1/102, Cullen lui est préféré et Bailey n'est rappelé que pour le dernier match, contre la Nouvelles-Galles du Sud. Il concède 154 runs sans éliminer d'adversaires. Il perd son contrat avec Cricket Australia en mai 2008.

## Principales équipes
|                       | First-class cricket | List A cricket | Twenty20 |
| --------------------- | ------------------- | -------------- | -------- |
| Australie-Méridionale | 2004-05 -           | 2005-06 -      |          |